# Biblioteca nazionale polacca
La Biblioteca nazionale polacca (in polacco: Biblioteka Narodowa, AFI [ˌbʲiblʲjɔˈtɛka narɔˈdɔva]) è la biblioteca centrale polacca, soggetta direttamente al Ministero della Cultura e del Patrimonio Nazionale. La biblioteca raccoglie i libri, le riviste, le raccolte elettroniche e audiovisive pubblicate nel territorio della Polonia, nonché i polonica pubblicati all'estero. È la più importante biblioteca di ricerca umanistica del paese, l'archivio principale della scrittura polacca, il centro statale delle informazioni bibliografiche sui libri ed un importante centro metodologico per altre biblioteche polacche.
La biblioteca svolge anche attività di pubblicazione - pubblica libri e tre riviste scientifiche: "Polish Libraries", "Rocznik Biblioteki Narodowej" e "Notes Konserwatorski".
La biblioteca riceve una copia di ogni libro pubblicato in Polonia come deposito legale.

## Storia
La storia della Biblioteca Nazionale ha origini nel XVIII secolo (Biblioteca Załuski). Secondo la risoluzione della Camera dei deputati, dal 1780 la Biblioteca Załuski aveva il diritto di ricevere una copia obbligatoria di ogni libro stampato nello Stato polacco. Tuttavia la raccolta Załuski fu confiscata da truppe della zarina russa Caterina II dopo la seconda divisione della Polonia e inviata a San Pietroburgo, dove i libri costituirono la massa della Biblioteca pubblica imperiale alla sua formazione nel 1795. Parti delle collezioni furono danneggiate o distrutte poiché furono maltrattate mentre erano state rimosse dalla biblioteca e trasportate in Russia, e molte furono rubate.
A causa di questo, quando la Polonia riconquistò l'indipendenza nel 1918, non esisteva un'istituzione centrale che servisse in qualità di una biblioteca nazionale. Il 24 febbraio 1928, con il decreto del presidente Ignacy Mościcki, la Biblioteca Nazionale fu creata nella sua forma moderna. Fu aperta nel 1930 e inizialmente aveva 200 000 volumi. Il suo primo direttore era Stefan Demby, seguito nel 1934 da Stefan Vrtel-Wierczyński. Le collezioni della biblioteca furono rapidamente estese. Per esempio, nel 1932 il presidente Mościcki donò tutti i libri e i manoscritti dal Museo del Palazzo di Wilanów alla biblioteca, circa 40 000 volumi e 20 000 immagini della collezione di Stanisław Kostka Potocki.
Inizialmente la Biblioteca Nazionale mancava di una propria sede. A causa di ciò, le collezioni dovevano essere ospitate in diversi luoghi. La sala di lettura principale si trovava nel recentemente costruito edificio della Scuola di economia di Varsavia. Nel 1935 il Palazzo di Potocki a Varsavia divenne sede delle collezioni speciali. Un nuovo edificio destinato alla biblioteca fu progettato in quello che ora è il Pole Mokotowskie, nel "distretto governativo" previsto. Tuttavia, la sua costruzione fu ostacolata dallo scoppio della seconda guerra mondiale.
Prima della seconda guerra mondiale, le raccolte della biblioteca consistevano in:
- 6.5 milioni di libri e riviste del XIX e XX secolo
- 3.000 stampe antiche
- 2.200 incunaboli
- 52.000 manoscritti
- mappe, icone e musica

Nel 1940 gli occupanti nazisti cambiarono la Biblioteca nazionale nella Biblioteca comunale di Varsavia e lo dividevano come segue:
- Dipartimento di libri per i tedeschi (situato nell'edificio dell'Università di Varsavia)
- Dipartimento ristretto, contenente libri che non erano disponibili ai lettori (che si trovava nella sede principale della biblioteca - la Scuola di Economia)
- tutte le collezioni speciali provenienti da vari uffici e istituzioni di Varsavia (ubicate nell’edificio della Biblioteca di Krasiński)

Nel 1944 le collezioni speciali furono bruciate dalle forze tedesche come parte delle repressioni dopo la Rivolta di Varsavia. Furono distrutte 80.000 libri antichi stampati, tra cui inestimabili polonica del XVI e XVIII secolo, 26.000 manoscritti, 2.500 incunaboli, 100.000 disegni e incisioni, 50.000 pezzi di musica da spartito e materiale teatrale. Si stima che da oltre 6 milioni di volumi nelle principali biblioteche di Varsavia nel 1939, 3.6 milioni di volumi furono persi durante la seconda guerra mondiale, gran parte di essi appartenenti alla Biblioteca nazionale.
La biblioteca riprese la sua attività nel 1945. Ritornarono in Polonia le raccolte, che furono esportate in Germania e in Austria, ed i sopravvissuti frammenti di collezioni, tra gli altri, delle Biblioteche di Krasiński e di Przeździecki. Nel 1959 Kazania świętokrzyskie, Psałterz floriański e i manoscritti di Fryderyk Chopin ritornarono dal Canada.
Negli anni 1962-1976 un nuovo complesso di edifici fu costruito al viale di Niepodległości 213.

## Collezioni
Le collezioni della Biblioteca Nazionale sono tra le più numerose del paese. Tra le più di 8.500.000 unità alla fine del 2016 c’erano oltre 162.000 volumi di stampa pubblicati prima del 1801, oltre 26.000 manoscritti (di cui oltre 7.000 manoscritti musicali), più di 120.000 stampe musicali e 485.000 disegni. La biblioteca comprende anche fotografie e altri documenti iconografici, più di 130.000 atlanti e mappe, più di 2.000.000 documenti di vita sociale, oltre 2.000.000 libri e oltre 1.000.000 titoli di riviste del XIX e XX secolo.
Gli elementi notevoli della collezione comprendono 151 foglie del Codex Suprasliensis, che fu incluso nel programma Memoria del mondo dell'UNESCO nel 2007 in riconoscimento per il suo significato sovranazionale e sovraregionale. Nel 2012 la biblioteca firmò un accordo per aggiungere 1.3 milioni di record a WorldCat.